# ピクシーズ
ピクシーズ（英語: Pixies）は、アメリカ合衆国のロックバンド。1986年に結成され、初期オルタナティヴ・ロックシーンで活躍した。乾いた轟音ギターにボーカルのブラック・フランシスの絶叫が重なったサウンドは、後のインディー・ロックミュージシャンに影響を与えた。
また、ブラック・フランシスは「Q誌の選ぶ歴史上最も偉大な100人のシンガー」において第67位にランクインしている。

## 来歴
1986年にマサチューセッツ大学アマースト校を中退したフランシスが、同級生のサンティアゴをバンドに誘う。ドラムとベースを募集するために地元紙に〈ハスカー・ドゥとピーター・ポール&マリーが好きなメンバー求む〉と募集広告を掲載したところ、ドラムのラヴァリングと結婚披露式で出会ったディールが来た。ここにピクシーズが完成した。
バンド名は、ギターのジョーイ・サンティアゴが適当に辞書を引いたところが「pixies」だったため。このバンドの正式名称は "Pixies in Panoply"であり、略してPixiesと読んでいる。
デビューの為のデモテープを制作したところ、イギリスのレーベル4ADのオーナー、アイヴォ・ワッツ＝ラッセルに気に入られ同レーベルと契約する。バンドはミニアルバムの『カム・オン・ピルグリム』を制作した。このタイトルは、同アルバム内の「レヴァテイト・ミー」 (Levitate Me) の歌詞から取られたものである。このミニアルバム制作直後の1988年に、エンジニアにスティーブ・アルビニを迎え1stフルアルバム『サーファ・ローザ』を制作した。このアルバムでピクシーズは、世界の音楽界で巨大な名声を手に入れた。翌1989年にはギル・ノートンプロデュースの2ndアルバム『ドリトル』をリリース。同アルバム内の「ヒア・カムズ・ユア・マン」と「モンキー・ゴーン・トゥ・ヘヴン」 はイギリスのヒットチャートTop10にランクインし、また北米チャートTop100にもランクインした。1990年にはバンド最大のヒット曲「ディグ・フォー・ファイアー」を収録した3rdアルバム『ボサノバ』を制作した。この頃からメンバー内に軋轢が発生するようになった。この頃にディールは、ブリーダーズを結成する。1991年、4thアルバム『トロンプ・ル・モンド』をリリースしたが、結局これがラストアルバムとなった。
1993年初頭にブラック・フランシスはラジオのインタビューでバンドの解散を発表した。彼はフランク・ブラックに改名してソロアーティストとしてのキャリアをスタートさせた。
2004年にはミネソタで再結成を果たし、フジ・ロック・フェスティバルにも出演した。2010年にはサマーソニックに出演した。
2013年6月14日、バンドのFacebookページにてキム・ディールの脱退が発表された。翌7月1日、新ベーシストにザ・マフスのキム・シャタックを迎えてヨーロッパ・ツアーを行うことが発表された。しかし、バンドは同年11月には早くもシャタックを解雇し、翌12月9日にア・パーフェクト・サークルやズワンの元メンバーであるパズ・レンチャンティンをツアーベーシストに迎えて2014年のツアーを行うことを発表した。
2014年4月には23年ぶりとなるアルバム『インディ・シンディ』のリリースし、SUMMER SONIC 2014に出演した。

## メンバー
ブラック・フランシス (Black Francis)
ボーカル、ギター担当。
本名チャールズ・マイケル・キットリッジ・トンプソン四世。ソロ転向時にフランク・ブラック (Frank Black) に改名したが、後に芸名を再びブラック・フランシスに戻した。
ジョーイ・サンティアゴ (Joey Santiago)
ギター担当。
デイヴィッド・ラヴァリング (David Lovering)
ドラムス担当。
エマ・リチャードソン (Emma Richardson)
ベース、ボーカル担当。

### 元メンバー
キム・ディール (Kim Deal)
ベース、ボーカル担当。2013年6月脱退。
1988年頃まではミセス・ジョン・マーフィー（Mrs. John Murphy）名義。
自身のリーダーバンド、ブリーダーズ (The Breeders) でも活動。
キム・シャタック (Kim Shattuck)
ベース、ボーカル担当。
ザ・マフス (The Muffs) でも活動。
2019年10月2日死去。
パズ・レンチャンティン (Paz Lenchantin)
ベース、ボーカル担当（ツアーメンバー）。
ア・パーフェクト・サークルやズワンの元メンバー。
2024年に脱退。脱退についてバンドからの発表は「自身のプロジェクトに専念するため」としているが、本人は解雇されたことを示唆している。

## 評価・音楽性
ブラック・フランシスの歌唱は、その人を食ったような歌詞と相乗し、狂気的でありながらも文学的である。それらの狂気がキム・ディールの可愛げなコーラスと合わさったピクシーズの形容しがたい表情は、アーティスティックなものとして受け入れられ「ヘヴィメタルともロックンロールとも違うギターミュージック」として、多くのフォロワーを生んだ。
フランシスの歌詞の題材になるのは、近親相姦、歪んだ恋慕、殺人、キリスト教社会・学歴社会への反発（これらはフランシスの人生と大いに関係している）、死生観、自然観、動物観、などである。
初期の作品はスティーブ・アルビニ録音などの影響でローファイ・アンダーグラウンド色が強く、剥き出しの音楽を生み出した。その後の作品はギル・ノートンによってプロデュースされ、メジャーシーンに進むにつれて厚いギターが目立つようになったが、その評価はいささかも揺らぐことはなかった。ローリング・ストーン誌のエーラ・バートンは「1990年代以降のギターロックの本山」として、ピクシーズに高い評価を与えている。 
ピクシーズに影響を受けたミュージシャンは数多く、ニルヴァーナのカート・コバーン、U2のボノ、ウィーザー、ブラー、レディオヘッド、ストロークス、アリス・イン・チェインズ、アーケイド・ファイア、ペイヴメント、PJ ハーヴェイ、キングス・オブ・レオンなど。
ニルヴァーナの代表曲「スメルズ・ライク・ティーン・スピリット」はクリス・ノヴォセリックがピクシーズの曲（"Debaser"だと言われる）のベースラインを演奏している様子にカート・コバーンがインスピレーションを得て出来た曲だといわれている。
トリビュートアルバムもいくつか作られており、1999年にアメリカでリリースされた"Where Is My Mind? A Tribute to the Pixies"にはウィーザー、ナダ・サーフ、リール・ビッグ・フィッシュらが、2000年に日本でリリースされた"Tribute to the Pixies"にはBEAT CRUSADERS、PENPALS、MO'SOME TONEBENDER、NAHTらがそれぞれ参加している。

## 作品

### アルバム
- カム・オン・ピルグリム - Come on Pilgrim （1987年、EP）
- サーファー・ローザ - Surfer Rosa （1988年）
- ドリトル - Doolittle （1989年）
- ボサノバ - Bossanova （1990年）
- トゥロンプ・ル・モンド（世界を騙せ） - Trompe le Monde （1991年）ジーザス&メリーチェインの「ヘッド・オン」のカヴァーを収録
- インディ・シンディ - Indie Cindy （2014年）
- ヘッド・キャリア - Head Carrier （2016年）
- ビニース・ジ・エリー - Beneath The Eyrie （2019年）
- ドガラル - Doggerel （2022年）